# Micronimba concolor
Micronimba concolor is een hooiwagen uit de familie Pyramidopidae.